# María Eugenia Cordovez
María Eugenia Cordovez Pontón (11 tháng 11 năm 1934 - 30 tháng 9 năm 2012) từng là cựu Đệ nhất phu nhân của Ecuador từ năm 1984 đến 1988. Bà là vợ cũ của cựu Tổng thống Ecuador León Febres Cordero. Là đệ nhất phu nhân, Cordovez từng là chủ tịch của Viện trẻ em và gia đình quốc gia Ecuador (Innfa). Bà và cựu Tổng thống Febres Cordero ly dị năm 1988 sau ba mươi bốn năm kết hôn. Cả hai sau đó đã tái hôn.
Cordovez đã chết vì ngừng tim tại nhà của bà ở thành phố Guayaquil, Ecuador, vào ngày 30 tháng 9 năm 2012. Cô được chôn cất tại Nghĩa trang Parque de la Paz ở Samborondón. Bà được bốn cô con gái của mình sống sót sau cuộc hôn nhân với Tổng thống Febres Cordero - María Eugenia, María Fernanda, María Liliana và María Auxiliadora.